# Agnolotti

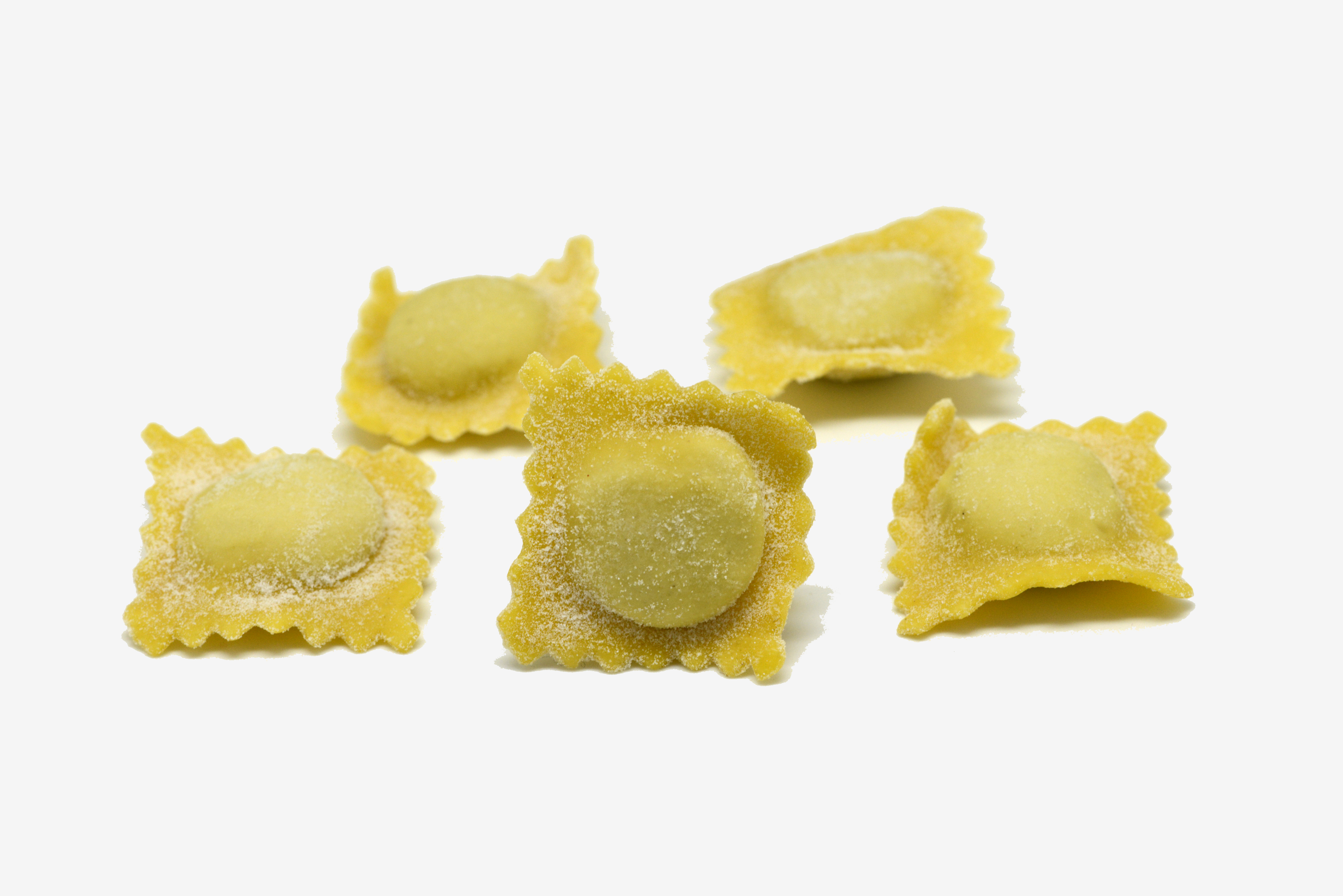
Agnolotti

Agnolotti  is een pastasoort, die lijkt op kussentjes  met gekartelde randjes.
De gekartelde vorm wordt gecreëerd met speciaal keukengereedschap zoals een keukenmes of een speciale pastasnijder. Ze worden vaak gevuld met ingrediënten als vlees, kaas, vis, gevogelte of groenten. Agnolotti komt uit Piëmont, een regio in Italië.